# Sociedad Botánica de Venezuela
La Sociedad Botánica de Venezuela fue creada debido a la importancia de los recursos de vegetación y flora, para la supervivencia humana en general, y como recursos estratégicos para el desarrollo armónico del país, en particular; desarrollo que debe estar basado en rendimientos sostenidos
de los ecosistemas, y en la diversidad biológica y cultural de los mismos.

## Antecedentes
Venezuela tiene muy variadas unidades de vegetación y una muy diversa flora. Este hecho cautivó la atención de los primeros cronistas de Indias durante todo el siglo XVII y llegó incluso a oídos de Carlos Linneo, el gran taxónomo sueco, quien aprovechando las exploraciones que mandó el Rey de España a sus colonias, envió al territorio venezolano en 1754 a Pehr Loefling uno de sus alumnos más aventajados. Las escasas pero interesantes observaciones que logró hacer Loefling en nuestro territorio (dado que falleció solo dos años después de su llegada), tuvieron gran repercusión en Europa y varios exploradores y naturalistas comenzaron a visitar el país, atraídos por la comentada exuberancia y lujuriosidad de su vegetación y de su flora; entre ellos, el célebre colector y botánico holandés N. Jacquin (1755-1759). 
En 1799, el gran naturalista A. Humboldt y el botánico Aimé Bonpland, llegan al país y colectan muchas especies en su mayoría nuevas para la Ciencia. Como ellos, muchos botánicos y colectores profesionales de plantas, de origen alemán, recorren nuestro territorio durante buena parte del siglo XIX, entre quienes son dignos de mención K. Moritz, A. Fendler y H. Karsten.

Entre los años 1825 a 1835, el sabio guaireño Dr. José María Vargas, a quien muchos consideran el primer botánico que tuvo Venezuela, colectó muchas especies de plantas que fueron determinadas en su mayoría por el gran botánico francés A. De Candolle. Vargas, fue uno de los promotores y auspiciadores de la creación de la “Sociedad Económica Amigos del País” (23 de febrero de 1812), integrada por un grupo de ciudadanos ilustrados, de muy diversas especialidades, quienes discutían y analizaban temas de gran interés para la conformación de la república , que aún estaba en una etapa embrionaria. A esas reuniones, las cuales trataban preferentemente temas vinculados a la agricultura, asistían entre otros,  naturalistas de la talla de Arístides Rojas, José M. Benítez , Cruz Limardo y Manuel V. Díaz.

En 1861, llega a Venezuela Adolfo Ernst, notable naturalista de origen alemán quien dictó la Cátedra de Historia Natural, en la Universidad Central de Venezuela e identificó numerosas especies botánicas muchas de las cuales resultaron ser nuevos reportes para la Ciencia o para el país. El mismo Ernst, auspició la creación de una sociedad de ciudadanos afectos a la actividad científica, la cual denominó Sociedad de Ciencias Físicas y Naturales de Caracas (1867-1878) y que contó además con una revista “Vargasia”; de la cual solo se editaron muy pocos números. 

En 1913 llega a Venezuela el sabio suizo H. Pittier y en 1919 se establece definitivamente en el país. Gracias a la actividad tesonera y abnegada de este científico, al principio desde el Museo Comercial y luego desde el Herbario Nacional de Venezuela, el número de especies botánicas conocidas para el país llegó a estar para fines de la década de los años treinta, en unos 9000 números. Pittier, llevó la botánica en Venezuela a niveles superiores a los alcanzados en otros países del trópico americano, quizás con la excepción de Costa Rica donde el sabio ginebrino había también sembrado sus conocimientos y sus esfuerzos. Adicionalmente, el valor de H. Pittier como científico se potencia con su participación entusiasta en la concreción de las ideas acerca de crear en 1931, la Sociedad Venezolana de Ciencias Naturales, incluyendo la conformación de su primer Boletín.  
Bajo la influencia directa de H. Pittier, se formó un grupo de botánicos venezolanos que serían la materia prima para constituir una disciplina nacionalista, centrada en la flora nacional; entre ellos José Saer D’Heguert, Francisco Tamayo, Tobías Lasser, Victor Badillo y Zoraida Luces de Febres, seguramente, la primera botánica venezolana. Los tres últimos autores junto al científico alemán Ludwig Schnee y bajo la dirección de H. Pittier, publicaron en 1947, el Primer Catálogo de la Flora Vascular de Venezuela.

En 1946, con la creación de la Escuela de Ciencias y luego en 1958, con la fundación de la Escuela de Biología de la Facultad de Ciencias de la Universidad Central de Venezuela, todo ello bajo la dirección del Dr. Tobías Lasser, la botánica en Venezuela dio el paso definitivo hacia su profesionalización y surgieron al término de pocos años las primeras promociones de botánicos. Poco tiempo después se iniciaría desde Caracas, una diáspora de botánicos hacia diferentes centros universitarios del país, como Mérida, Maracaibo, Maracay y Cumaná, donde participaron en la creación de nuevas cátedras de esta disciplina.  Otros botánicos se formarían en las Facultades de Agronomía, tanto de la Universidad Central como de otras universidades del país. Es pertinente y justo mencionar la valiosa ayuda de personalidades que, viniendo del exterior, decidieron cooperar desde su área específica de conocimiento, al desarrollo de la botánica en Venezuela; entre ellos Ludwig Schnee, Julian Steyermark, Volkmar Vareschi, August Braun, Manuel López Figueiras, Ingrid Roth, Santiago López-Palacios, Ernesto Foldats, Robert Smith, Keshava Bhat y E. K. Ganesan; solo por citar algunos nombres que nos vienen a la memoria.

## Inicios
Los inicios de la Sociedad Botánica de Venezuela pueden situarse a finales de los años sesenta, cuando un grupo de científicos, entre ellos Tobías Lasser, Leandro Aristeguieta, Ramón Aveledo Ostos y Enrique Tejera, conversan de manera informal, en los espacios de la Sociedad Venezolana de Ciencias Naturales, ubicada para ese entonces en la Avenida Páez de la Urbanización El Paraíso, en torno a la idea de agrupar a los profesionales y aficionados de la Botánica en Venezuela. 

Algunos años antes, en 1943, el Instituto Pedagógico Nacional ( actualmente conocida como Universidad Pedagógica Experimental Libertador )ofrecería al país su primera promoción de profesores; algunos de los cuales ya con una aval académico, se dedicaron a la enseñanza de la “ciencia amable” de Linneo. Pocas décadas después, se habían formado nuevos institutos de formación docente en distintas regiones del país, incrementando por supuesto el número de profesionales en la enseñanza de la botánica. En 1953, el gobierno de la época autorizó el funcionamiento de la Universidad Católica Andrés Bello, desde la cual se formarían Licenciados en Educación mención Biología, algunos de los cuales se dedicaron a la actividad de docencia e investigación en botánica.  

De forma que para fines de los años sesenta, ya había un número significativo de botánicos y profesores de esta disciplina trabajando en distintas regiones del país. Quisimos escapar a la tentación de nombrar a estos profesionales, hombres y mujeres muy valiosos, muchos de los cuales nos privilegiaron con sus enseñanzas y nos ofrecieron su ejemplo como investigadores; seguramente, podríamos incurrir en el olvido de algunos de ellos. De cualquier forma, ya era hora de que se agruparan, porque cada quien “estaba por su lado”, por lo común se desconocía la labor que los otros hacían en el área de la Botánica, y no era raro que se duplicaran investigaciones con la consiguiente pérdida de esfuerzos, tiempo y dinero. Regresamos así, al comienzo de nuestra historia.

En alguna de las primeras reuniones entre los notables científicos que concibieron la idea de crear la Sociedad Botánica de Venezuela, se acordó que la misma tendría como objetivo fundamental, estimular, promover y difundir el conocimiento botánico en todos sus niveles, a través de la enseñanza, la investigación, así como incentivar la protección de los ecosistemas en general y particularmente, la flora de los mismos. Indudablemente, que un objetivo de esta magnitud solo podría alcanzarse segregándolo en objetivos más pequeños o metas más concretas, de forma que su logro pudiera ser mensurable, como por ejemplo: organizar y auspiciar reuniones científicas. De hecho, tal objetivo viabilizado a través de la promoción y organización de los Congresos Venezolanos de Botánica, se convirtió en el “leiv motiv”  de la Sociedad; llegando a adquirir una fuerza tal que desplazó a la tarea si se quiere inicial, de establecer los estatutos de la Sociedad y registrarla legalmente. Se formó, no obstante, una junta directiva provisoria, liderada por el Dr. Tobías Lasser, seguramente el botánico de mayor renombre para comienzos de los años setenta y quien fuera discípulo de Henri Pittier. 

En 1971, se cumplían 40 años de la fundación de la Sociedad Venezolana de Ciencias Naturales, y que mejor homenaje a ese onomástico que realizar en su nombre el Primer Congreso Venezolano de Botánica. Para este evento se acordó designar como Coordinador al Dr. Leandro Aristeguieta, quien rápidamente acudió a sus compañeros del Personal Docente de la Escuela de Biología de la UCV, quienes de manera entusiasta decidieron acompañarlo en esa aventura. Por cierto, que este primer Congreso se realizó con todo éxito en la sede de la Sociedad Venezolana de Ciencias Naturales; allí, el Dr. Lasser ofreció un discurso en el cual recordaba a los botánicos, que con su esfuerzo permitieron que hubiese mucho que contar en Venezuela, en esta área del conocimiento. Realmente, había tanto que decir sobre la botánica en un país tropical y caribeño como el nuestro, que se entendía la necesidad de realizar un segundo congreso y seguramente muchos más, por lo menos cada dos años. 

La Sociedad Botánica de Venezuela ha venido acompañando a los Congresos de Botánica, como un ave que cuida de sus crías. De hecho, los Congresos de Botánica son la expresión máxima de las actividades de la Sociedad. Cada vez que termina un Congreso se designa la ciudad donde se realizará el siguiente, y allí en poco tiempo, se escoge entre los botánicos de la región al nuevo Coordinador del mismo y a una nueva Directiva de la Sociedad Botánica. Se han realizado hasta el momento, 19 Congresos Venezolanos de Botánica (Ver Cuadro). 

El vínculo de la Sociedad Botánica y los Congresos de Botánica, semeja a una relación filial abnegada, como la de una madre con un hijo único; pero es necesario aclarar que la Sociedad Botánica o las Seccionales de la misma que se han creado en diversas regiones del país, han tratado de tener más “hijos”; entiéndase, eventos diferentes como Conferencias, Coloquios, Foros, Cursos y Talleres; pero ello no ha sido posible. Y aquí tenemos que aceptar que, de manera general, ha sido muy limitado el compromiso de los botánicos venezolanos con la Sociedad que los agrupa; es muy baja la participación en eventos diferentes a los Congresos, y es por ello que pareciera que la Sociedad no existiera y de que de repente renace como la mitológica “ave fénix”, cada dos años, cuando se realizan los Congresos de Botánica.

## Actualmente
Durante los años entre 1971 y 1981, la Sociedad Botánica careció de una fundamentación legal, podría decirse que era provisional o transitoria. El 30 de julio de 1981, los profesores Víctor Badillo, Mario Lobo, Irma de Sánchez, Nora de Ríos, José Fernández y Joscelyne Ascencio, obedeciendo a una disposición expresa de la plenaria del Sexto Congreso Venezolano de Botánica, procedieron a legalizar en la ciudad de Maracay, una Sociedad civil, sin fines de lucro que en adelante se llamaría Sociedad Botánica de Venezuela. Se daba fin a una etapa provisional de la Sociedad y se abría el camino para rumbos más estables, amparados por las leyes de la República. (Ver Noticiario) Archivado el 26 de agosto de 2016 en Wayback Machine.

En la actualidad la Sociedad Botánica de Venezuela, se prepara para volver a emerger de las aguas de la actividad científica en Venezuela. Esta vez, con renovados bríos, con nuevos estatutos y disposiciones legales que seguramente permitirán que la vida de nuestra Sociedad sea larga, fructífera y provechosa. En estos años, donde damos la bienvenida a la segunda década del siglo XXI,  la Sociedad Botánica de Venezuela, auxiliada por la tecnología, constituye un vínculo de comunicación con la comunidad botánica del país, para seguir siendo el centro donde convergen todas las voluntades que desde las diferentes seccionales, han decidido continuar desarrollando con entusiasmo, investigaciones y actividades docentes en el área de la ciencia que nos congrega a todos, la Botánica; sin cuyo objeto de estudio, las plantas, la vida tal como la conocemos, no sería posible.

## Objetivos
- Estimular la protección y planificación de los ecosistemas naturales, con especial énfasis en la vegetación y flora de los mismos.

- Estimular, promover y difundir el conocimiento botánico en todos sus niveles de organización biológica, tanto a través de la enseñanza como de la investigación, en el país.

- Estimular y promover el disfrute y conocimiento de los recursos flora y vegetación, por parte de la ciudadanía, resaltando la importancia de estos recursos, para afianzar así nuestra Identidad Nacional.

- Promover y organizar, conjuntamente con la Seccional sede, los Congresos Venezolanos de Botánica.

- Promover y convocar a reuniones científicas tales como Seminarios, Conferencias, Talleres, Foros y otros, dirigidos a impulsar la divulgación de la botánica, con énfasis en el ámbito nacional y latinoamericano.

- Promover y estimular las actividades de exploración, investigación y docencia en el campo de la botánica.

- Servir como órgano de consulta a planificadores, legisladores e interventores de ambiente.

- Promover el establecimiento de convenios u otro tipo de relaciones con instituciones nacionales e internacionales con intereses comunes.

- Estimular el fortalecimiento de institutos botánicos, herbarios, arboreta, jardines botánicos, etc., que existan en el país, así como la creación de los que se consideren necesarios.

- Promover y participar activamente en la ejecución de proyectos de investigación dentro del campo de la botánica.
- Estimular la comunicación entre los miembros de la Sociedad a través de publicaciones periódicas u ocasionales, de carácter informativo, divulgativo o científico.
- Promover aquellas actividades que conduzcan al logro de donaciones y colaboraciones diversas para el cumplimiento de sus objetivos.

## Estructura Organizativa
| Junta Directiva 2013-2015                        |
| ------------------------------------------------ |
| Presidente: Lic. Irene Carolina Fedón (FIBV)     |
| Secretaria de Actas: Dra. Ysbelia Sánchez (UPEL) |
| Tesorera: Lic. Giovannina Orsini (UCV)           |

### Coordinadora general
Argelia Silva-Ríos (IEJB-UCV)

### Comisión científica/académica

#### Subcomisión Resúmenes
Ysbelia Sánchez (UPEL) (COORD) ,Efraín Moreno (UPEL) ,Aníbal Castillo (IBE-UCV) ,Eglee Zent (IVIC) ,Thirza Ruiz (IBA-UCV) ,Elena Raimundez (USB)y Iselen Trtujillo (UNESR).

#### Subcomisión de cursos, talleres, foros y reuniones satélites (incluye programación, conferencias, simposios, etc.)
Wilmer Carmona (MPPPAT) (COORD) ,Jennifer Cáceres (IEJB-UCV), Mario Salazar (IEJB-UCV).

### Comisión de concursos y exposiciones
Jennifer Cáceres (IEJB-UCV) (COORD) ,Mario Salazar (IEJB-UCV).

### COMISIÓN DE CULTURA (incluye conciertos, ferias, etc.)
Argelia Silva (UNESR) (COORD), Mayanín González (UBV) , Sandra Sangroni (IEJB-UCV).

### Comisión de promoción y difusión
Irene Carolina Fedón (IEJB-UCV) (COORD) , Drai Cabello (CONBIVE) , Jesús Hernández (IEJB-UCV) ,María Alejandra Guillén (IEJB-UCV), Anaise Sarmiento (IEJB-UCV).

### Comisión de informática
Jesús Hernández (IEJB-UCV)  (COORD). 

### Comisión de logística y protocolo
Drai Cabello (CONBIVE) (COORD) ,Alicia Cáceres (IBE-UCV) ,Ismael Capote (MPPPAT) ,Freddy Esparragoza (IEJB-UCV)  ,Mario Salazar (IEJB-UCV) ,Eddy Franco (IEJB-UCV) , Gelvis Alvarado (UPEL) , Iselen Trujillo (UNESR), Francismar Valero (IEJB-UCV), Lewis Belisario (IEJB-UCV).

### Comisión de finanzas

#### Subcomisión de Presupuesto y Relación de Gastos
Yaroslavi Espinoza (IEJB-UCV) (COORD) ,Drai Cabello (CONBIVE), Freddy Esparragoza (IEJB-UCV) , Manuel Natera (IEJB-UCV).

#### Subcomisión profondos(eventos para recaudar fondos, stands, salidas de campo, etc.)
Alejandro Moreno (CONBIVE) (COORD), Jennifer Cáceres (IEJB-UCV), Drai Cabello (CONBIVE).

### Comisión de relaciones interinstitucionales
Bernardita Arrieta (IEJB-UCV) (COORD), Aníbal Castillo (IBE-UCV) , Argelia Silva-Ríos (IEJB-UCV) , Irene Carolina Fedón (IEJB-UCV) , Drai Cabello (CONBIVE).